# Мария Людовика Тереза Баварская
Мария Людвига Терезия Баварская (нем. Maria Ludwiga Theresia von Bayern; 6 июля 1872, Линдау — 10 июня 1954, Линдау) — баварская принцесса из рода Виттельсбахов, в браке — принцесса Бурбон-Сицилийская и герцогиня Калабрийская, супруга претендента на трон Королевства Обеих Сицилий Фердинанда Пия.

## Биография
Вторая дочь последнего короля Баварии Людвига III и его супруги Марии Терезы, урожденной эрцгерцогини из дома Габсбург-Эсте. Всего в семье родилось 13 детей из которых выжило 11.
31 мая 1897 года принцесса вышла замуж за Фердинанда Пия, принца Бурбон-Сицилийского и герцога Калабрийского. Он был сыном принца Альфонсо, графа ди Казерта и Марии Антуанетты из той же семьи Сицилийских Бурбонов. По отцу он внук короля Обеих Сицилий Фердинанда II и племянник короля Франциска II.
Мария Людовика Тереза скончалась в 1956 году. Её супруг умер через четыре года. После его смерти главенство в доме стало оспариваться принцем Раньери, герцогом Кастро, и Альфонсо, герцогом Калабрийским. Спор так и не решён.

## Дети
- Мария Антуанетта (1898—1957);
- Мария Кристина (1899—1985) — с 1948 года супруга Мануэля Сотомайор-Луна (1884—1949);
- Руджеро Мария (1901—1914) — герцог Ното;
- Барбара Мария Антуанетта Леопольда (1902—1927) — с 1922 года супруга Франса Ксавьера, графа цу Штольберг-Вернигероде (1894—1947);
- Лючия Мария Райнера (1908—2001) — с 1938 года супруга Евгения, принца Савойского и 5-го герцога Генуэзского (1906—1996);
- Уррака Мария Изабелла Каролина Альдегонда (1913—1999).

## Награды
- Орден Святой Елизаветы;
- Орден Терезы;
- Благороднейший орден Звёздного креста;
- Константиновский орден Святого Георгия, большой крест;
- Орден Королевы Марии Луизы
- Мальтийский большой крест Чести и Преданности.

## Титулы
- 6 июля 1872 — 31 мая 1897: Её Королевское Высочество Принцесса Баварская
- 31 мая 1897 — 10 июня 1956: Её Королевское Высочество Принцесса Бурбон-Сицилийская, герцогиня Калабрийская